# Потоцкая, Катарина
Катарина Потоцкая  (урождённая Браницкая, пол. Katarzyna Potocka z Branickich; 10 декабря 1825, Любомль — 27 сентября 1907, Кшешовице) — польская графиня герба Корчак, прославилась как коллекционер произведений искусства.

## Биография
Представительница польского дворянского рода Браницких. Родилась в семье генерал-майора русской армии графа Владислава Григорьевича Браницкого (1783—1843) и графини Розы Станиславовны Потоцкой (1782—1862).
26 октября 1847 года в Дрездене вышла замуж за графа Адама Юзефа Потоцкого (1822—1872). Этот брак в 40-е годы XIX века стал примером замечательной партии по красоте супругов, а также богатству, могуществу и знатности их семей. В браке ей суждено было стать матерью будущих польских консервативных политиков габсбургской Галиции — графов Артура и Анджея Потоцких. 
У супругов было семеро детей:
- Роза[пол.] (7 января 1849, Кшешовице — 21 августа 1937, Рогалин); 1-й муж (с 1868 года): граф Владислав Красинский (1844—1873), 2-й муж (с 1886 года): граф Эдвард Рачинский (1847—1926)
- Артур Владислав Юзеф Мария (14 июня 1850, Кшешовице — 26 марта 1890, Кшешовице); жена (с 1877 года): Роза Любомирская (1860—1881)
- София (7 ноября 1851, Краков — 29 января 1927, Краков); муж (с 1870 года): граф Стефан Замойский (1837—1899)
- Мария (22 октября 1855, Кшешовице — 8 марта 1934, Краков); муж (с 1876 года): граф Адам Сераковский (1846—1912)
- Ванда (22 апреля 1859 — 6 августа 1878)
- Анджей Казимир (10 июня 1861, Краков — 12 апреля 1908, Львов); жена (с 1889 года): графиня Кристина Тышкевич (1866—1952)
- Анна Мария Пия Роза (28 сентября 1863, Кшешовице — 15 февраля 1953, Монтрезор); муж (с 1886 года) граф Ксаверий Браницкий (1864—1926).

Графиня занималась меценатством, субсидируя научные работы профессоров Ягеллонского университета.
Известен её портрет, изображенный немецким художником Францем Винтерхальтером в 1854 году. Ей Фредерик Шопен посвятил Вальс A-flat major. Это был последний вальс Шопена, опубликованный при его жизни.
Художник Франц Винтерхальтер в течение 1854 года создал два портрета Потоцкой, хранящихся сейчас в Национальном музее в Варшаве. Ещё один портрет графини создал в 1890 году Ян Матейко. Двумя годами позже этот художник нарисовал с Потоцкой святую Кингу.